# NGC 4794
NGC 4794 ist eine Balken-Spiralgalaxie vom Hubble-Typ SBa im Sternbild Rabe am Südsternhimmel. Sie ist schätzungsweise 172 Millionen Lichtjahre von der Milchstraße entfernt und hat einen Durchmesser von etwa 90.000 Lichtjahren.
Im selben Himmelsareal befinden sich u. a. die Galaxien NGC 4782, NGC 4783, NGC 4792, NGC 4802.
Das Objekt wurde am 27. März 1786 von Wilhelm Herschel mit einem 18,7–Zoll–Spiegelteleskop entdeckt, der sie dabei mit „eF, S, easily resolvable“ beschrieb.